# 윤지욱
윤지욱(1984년 8월 7일 ~ )은 대한민국의 배우이다.

## 학력
- 서울예술대학 연극과

## 출연작

### 드라마
- 《추노》 (2010년, KBS2) - 넙쇠 역
- 《웃어라 동해야》 (2010년, KBS1)
- 《사랑비》 (2012년, KBS2) - 한태성의 비서 역
- 《감자별 2013QR3》 (2014년, tvN) - 태권도장 관장 역[2]
- 《엄마의 정원》 (2014년, MBC) - 윤종섭 역
- 《삼총사》 (2014년, tvN)
- 《전설의 마녀》 (2014년~2015년, MBC) - 배청자의 딸에게 행패부리는 남자 역
- 《인생추적자 이재구》 (2015년, SBS) - 진호 역
- 《별이 되어 빛나리》 (2015년, KBS2) - 정철복 역
- 《아임 쏘리 강남구》 (2017년, SBS) - 양재현 역
- 《최고의 한방》 (2017년, KBS2) - 작곡가 역
- 《미스터 기간제》 (2019년, OCN) - 강우진 역
- 《커피 한잔 할까요?》 (2021년,kakaoTV) - 김주임 역

### 영화
- 《Mr. 아이돌》 (2011년) - 종탁바 커플남 역
- 《박수건달》 (2013년) - 보스 경호원 역
- 《은밀하게 위대하게》 (2013년) - 자결 부대원 3 역
- 《마이 라띠마》 (2013년)[3]
- 《결혼전야》 (2013년) - 설치기사 조수 역
- 《폭력의 법칙: 나쁜 피 두 번째 이야기》 (2016년) - 김상도 역
- 《졸업반》 (2016년) - 지욱 역
- 《염력》 (2018년) - 젊은형사 2 역
- 《기방도령》 (2019년) - 망태 역
- 《30일》 (2023년) - 클럽대표 역